# 청주지방법원 영동지원
청주지방법원 영동지원은 청주지방법원 관할구역 중 영동군, 옥천군의 재판을 관할하는 지방법원이다.

## 역대 법원장
| 순번 | 이름      | 재임 기간                          |
| ---- | --------- | ---------------------------------- |
| 1대  | 확인 불가 | 확인 불가                          |
| 2대  | 최원균    | 1949년 12월 19일 ~ 1953년 9월 25일 |
| 3대  | 확인 불가 | 확인 불가                          |
| 4대  | 확인 불가 | 확인 불가                          |
| 5대  | 김종성    | 1958년 8월 6일 ~ 1959년 9월 14일   |
| 6대  | 박학진    | 1959년 9월 15일 ~ 1961년 8월 25일  |
| 7대  | 김동수    | 1961년 8월 26일 ~ 1963년 8월 31일  |
| 8대  | 박학진    | 1963년 9월 1일 ~ 1972년 8월 27일   |
| 9대  | 임은용    | 1972년 8월 28일 ~ 1973년 3월 30일  |
| 10대 | 예상해    | 1973년 3월 31일 ~ 1974년 8월 31일  |
| 11대 | 조용완    | 1974년 9월 1일 ~ 1975년 9월 30일   |
| 12대 | 김오섭    | 1975년 10월 1일 ~ 1977년 11월 6일  |
| 13대 | 이태우    | 1977년 11월 7일 ~ 1979년 8월 31일  |
| 14대 | 박인호    | 1979년 9월 1일 ~ 1980년 9월 9일    |
| 15대 | 홍일표    | 1980년 9월 10일 ~ 1981년 8월 31일  |
| 16대 | 우의형    | 1981년 9월 1일 ~ 1983년 8월 31일   |
| 17대 | 최정수    | 1983년 9월 1일 ~ 1985년 8월 31일   |
| 18대 | 서희종    | 1985년 9월 1일 ~ 1987년 8월 31일   |
| 19대 | 신영철    | 1987년 9월 1일 ~ 1988년 7월 31일   |
| 20대 | 송승찬    | 1988년 8월 1일 ~ 1990년 8월 31일   |
| 21대 | 김희근    | 1990년 9월 1일 ~ 1992년 2월 20일   |
| 22대 | 구만회    | 1992년 2월 21일 ~ 1993년 8월 31일  |
| 23대 | 김용헌    | 1993년 9월 1일 ~ 1995년 8월 31일   |
| 24대 | 김기원    | 1995년 9월 1일 ~ 1997년 9월 20일   |
| 25대 | 신귀섭    | 1997년 9월 21일 ~ 2000년 2월 17일  |
| 26대 | 어수용    | 2000년 2월 18일 ~ 2001년 2월 17일  |
| 27대 | 임시규    | 2001년 2월 18일 ~ 2003년 2월 18일  |
| 28대 | 여상원    | 2003년 2월 19일 ~ 2005년 2월 20일  |
| 29대 | 전원열    | 2005년 2월 21일 ~ 2006년 2월 20일  |
| 30대 | 정효재    | 2006년 2월 21일 ~ 2008년 2월 20일  |
| 31대 | 김명한    | 2008년 2월 21일 ~ 2010년 2월 21일  |
| 32대 | 심준보    | 2010년 2월 22일 ~ 2011년 2월 27일  |
| 33대 | 장순욱    | 2011년 2월 28일 ~ 2013년 2월 24일  |
| 34대 | 금덕희    | 2013년 2월 25일 ~ 2015년 2월 22일  |
| 35대 | 신진화    | 2015년 2월 23일 ~ 현재             |

## 관할 구역
- 재판관할
  - 영동지원: 영동군, 옥천군
  - 옥천군법원: 옥천군
- 등기관할
  - 영동지원 등기계: 영동군
  - 옥천등기소: 옥천군